# South Ayrshire
South Ayrshire är en av Skottlands kommuner. Kommunen gränsar mot East Ayrshire och Dumfries and Galloway.

## Orter
- Alloway, Ayr
- Ballantrae
- Crosshill
- Dailly
- Girvan
- Kirkoswald
- Lendalfoot
- Maybole, Monkton
- Prestwick
- Tarbolton, Troon, Turnberry